# Naučná stezka Gaderská dolina
 Naučná stezka Gaderská dolina (slovensky Náučný chodník Gaderská dolina) se nachází v západní části pohoří Velká Fatra na Slovensku. Nachází se na katastru obce Blatnica v okrese Martin v Žilinském kraji.
Naučná stezka byla otevřená při příležitosti vyhlášení Národního parku Velká Fatra v roce 2002.

## Seznam naučných tabulí
- Návrat rysov v Európe
- Karpatské prízraky – Rys
- Ako vidieť neviditeľného
- Vlk dravý
- Medveď hnedý[1]